# Marcelo Trobbiani
Marcelo Trobbiani est un footballeur international argentin né le 17 février 1955 à Casilda. Il évoluait au poste de milieu de terrain.

## Carrière joueur
| Saison    | Club                   | Matches | Buts |
| --------- | ---------------------- | ------- | ---- |
| 1973-1976 | Boca Juniors           | 107     | 26   |
| 1976-1980 | Elche CF               | 159     | 38   |
| 1980      | Real Saragosse         | 15      | 2    |
| 1981-1982 | Boca Juniors           | 28      | 3    |
| 1982-1984 | Estudiantes LP         | -       | -    |
| 1984-1985 | CD Los Millonarios     | -       | -    |
| 1985-1987 | Elche CF               | 8       | 2    |
| 1987-1988 | Estudiantes LP         | -       | -    |
| 1988-1989 | Cobreloa               | 54      | 12   |
| 1989-1992 | Barcelona SC           | 29      | 4    |
| 1993      | Club Atlético Talleres | 3       | 0    |

## Sélections
- 27 sélections et 1 but avec l'Argentine de 1973 à 1986.

## Carrière entraineur
- 2004 :  Universitario
- 2005 :  Provincial Osorno
- 2006-2008 :  Boca Juniors (adjoint)
- 2008-2009 :  Cobreloa
- 2009 :  Cienciano
- 2011 :  Cienciano
- 2012-2013 :  Argentine - 20 ans
- fév. 2013-déc. 2013 :  Sport Huancayo
- oct. 2015-mars 2016 :  CD River Ecuador
- nov. 2016-déc. 2016 :  CD River Ecuador